# Phyllanthus racemiger
Phyllanthus racemiger là một loài thực vật có hoa trong họ Diệp hạ châu. Loài này được M�ll. Arg. miêu tả khoa học đầu tiên năm 1863.